# Galeopsomyia nigrocyanea
Galeopsomyia nigrocyanea är en stekelart som först beskrevs av William Harris Ashmead 1886.  Galeopsomyia nigrocyanea ingår i släktet Galeopsomyia och familjen finglanssteklar. Inga underarter finns listade i Catalogue of Life.